# Zbigniew Tęczyński
Zbigniew Tęczyński, Zbigniew z Tęczyna, herbu Topór (ur. w 1450 – zm. między 11 sierpnia a 26 września 1498) – polski szlachcic, miecznik koronny (1474–1482), stolnik sandomierski (1474–1480) podstoli sandomierski (1479–1481), podkomorzy krakowski (1481–1498), szambelan Krakowa (przed 1481-1498) starosta malborski (1485–1495), starosta generalny ruski w latach 1497–1498,  starosta generalny  Prus, starosta kaliski (1495), asesor sądu ziemskiego lwowskiego (1498),  zaufany doradca Kazimierza IV Jagiellończyka, dziedzic m.in. Pleszewa i Gostyczyny.
Pochodził z jednego z najpotężniejszych rodów w Koronie. Był synem potężnego możnowładcy Jana (kasztelana krakowskiego) i Barbary Dąbrowskiej, bratem Gabriela Tęczyńskiego, Sędziwoja z Chroborza - rektora Akademii Krakowskiej, Mikołaja - (wojewody ruskiego), Stanisława (wojewody bełskiego), Jana Tęczyńskiego z Łętkowic, Andrzeja (kasztelana wojnickiego), Barbary, Jadwigi i Beaty.
W 1485 został mężem Katarzyny Pleszewskiej z Pleszewa (zm. 1488), córki Mikołaja Pleszewskiego z Pleszewa (zm. 1469), która wniosła dobra pleszewskie w małżeństwo.
Wystarał się u króla Jana Olbrachta w 1493 o przywileje dla Pleszewa, zezwalające na cotygodniowe targi i dwa jarmarki.
Był ojcem Jana (podkomorzego krakowskiego, Andrzeja (kasztelana krakowskiego) - sekretarza królewskiego i Anny Kościeleckiej (zm. 19 maja 1525), żony Jana, wojewody inowrocławskiego.
Zmarł na przełomie sierpnia i września 1498.